# Stat Quo
Stat Quo, de son vrai nom Stanley Benton (né le 24 juillet 1979 à Atlanta, en Géorgie), est un rappeur, auteur-compositeur et entrepreneur américain. Benton étudie à l'Université de Floride et se conforte dans l'école de droit, avant de se lancer professionnellement dans le rap sur les conseils de Scarface. En février 2003, Stat Quo publie le premier opus de sa série Underground Atlanta Mixtapes et attire l'intérêt de Mel-Man d'Aftermath Entertainment. Mel-Man l'invitera aux Record One Studios où il fait la rencontre de Dr. Dre. Cette nuit à Record One, Stat Quo enregistre la chanson The Future avec Dr. Dre et publie le deuxième volet de sa série Underground Atlanta Mixtapes. Underground Atlanta Volume 2 arrive jusqu'aux oreilles d'Eminem et Stat Quo finira par signer aux labels Shady Records et Aftermath Entertainment. 
Stat Quo devient, après 50 Cent, le second rappeur en date à signer à la fois avec Shady Records et Aftermath Entertainment ; il devient le tout nouveau protégé de Dr. Dre et Eminem. Stat Quo prévoit la publication de son premier album, Statlanta, chez Shady/Aftermath mais aucun de ces labels ne le sortira. Statlanta est finalement publié le 10 juillet 2010 au label Dream Big Ventures. Stat Quo continue sa carrière dans la production musicale.

## Biographie

### Jeunesse
Stanley Benton est né à Thomasville Heights, un quartier situé à Atlanta, en Géorgie, au Grady Memorial Hospital. Dans sa jeunesse, il vit avec sa mère et sa grand-mère. Benton commence le freestyle à 12 ans. Par la suite, sa mère lui offre une radio afin qu'il puisse s'enregistrer en train de rapper. En 1997, Benton se penche plus sérieusement sur le rap, mais continue ses études.

### Aftermath Entertainment (2003–2007)
Stat Quo est découvert en 2003. Dr. Dre et Eminem entendent pour la première fois parler du rappeur grâce à ses mixtapes Underground Atlanta. Après avoir écouté ses chansons, Eminem partage sa découverte avec Dr. Dre, et tous deux viennent un accord qui mènera Stat Quo à signer à la fois chez Aftermath Entertainment et Shady Records.
Son premier album Statlanta est à l'origine prévu pour 2003, au label Interscope Records, mais est plusieurs fois repoussé puis finalement publié indépendamment en 2010,. Stat Quo participe aussi à l'album [Straight Outta Ca$hville]] de Young Buck's, à la compilation Eminem Presents the Re-Up (sur les chansons By My Side, Tryin' ta Win, Get Low, et la chanson bonus Billion Bucks), et sur la chanson Spend Some Time de l'album Encore d'Eminem. Stat collabore aussi avec des artistes comme Jermaine Dupri, The Alchemist, The Game, Disturbing tha Peace, et Chamillionaire. Stat Quo explique que sa « priorité numéro un, c'est d'amener le respect, et de répandre la voix de la côte Sud dans le monde. »
En 2005, Stat Quo tourne une vidéo de son single Like Dat. La vidéo est lancée dans le but de faire le buzz, pour aider le rappeur à mieux se populariser. La vidéo est tournée à Atlanta's Zone 3 près de Thomasville Heights où Stat Quo a été élevé ; Stat Quo explique ce choix : « C'est le commencement de ma carrière, alors je voulais démarrer là où j'ai démarré ma vie, […] En plus, [la ville d'Atlanta] est censée démolir ces logements, alors j'ai voulu tourner le clip avant que ça ne parte définitivement en poussière. » Il participe aussi à la tournée Anger Management de 2005, aux côtés d'Eminem, 50 Cent, G-Unit, Obie Trice, et D12. Le 13 juillet 2005, un bus qui transportait l'entourage d'Eminem pour la tournée Anger Management sort de la route et se retourne. Stat Quo est emmené à l'Independence Regional Health Center d'Independence, dans l'État du Missouri, d'où il est soigné et sorti

### Statlanta(2008–2010)
En octobre 2008, Stat Quo quitte Shady Records et Aftermath Entertainment, insatisfait de ne pas pouvoir publier Statlanta. Le 21 avril 2009, Stat Quo publie indépendamment Smokin Mirrors, un street album, au label EMI. Stat Quo souhaite publier l'album en 2009, et en fait la promotion via plusieurs mixtapes publiées en téléchargement libre en 2009, comme Quo City, Checks and Balance et The Invisible Man. L'album est finalement publié le 10 juillet 2010. En 2009, Stat Quo signe au label Dream Big Ventures de Sha Money XL et y publie Statlanta,,.

### Écriture, nouveau label et ATLA (depuis 2011)
En 2011, Stat Quo signe comme auteur-compositeur au label Aftermath Entertainment. Le 23 juillet 2012, Wiz Khalifa publie une chanson intitulée Far from Coach en promotion de son deuxième album O.N.I.F.C., qui fait participer Stat Quo et Game. À la fin de 2012, Stat Quo et Game fondent le label Rolex Records, plus tard renommé The Firm. Le duo y fera paraître ses chansons et signera de nouveaux artistes.
Le 9 septembre 2013, Stat Quo publie le premier single Michael, un hommage à Michael Jordan, Mike Tyson, et Michael Jackson, issu de son second album, ATLA, un acronyme pour All This Life Allows, confirmé comme chanson bonus. Il est produit par Tone Mason, producteur de l'album.

## Discographie

### Albums studio
- 2009 : Smokin Mirrors
- 2009 : Great Depression
- 2010 : Statlanta
- 2014 : ATLA: All This Life Allows, Vol. 1

### Mixtapes
- 2006 : Grown Man Music (avec DJ Drama)
- 2006 : Big Business (avec Chamillionaire)
- 2007 : Road to Statlanta
- 2007 : DJ Noodles and Stat Quo: Now or Never (avec DJ Noodles)
- 2008 : Statistically Speaking
- 2008 : The South Got Somethin to Say
- 2008 : The Bailout
- 2009 : Quo City
- 2009 : Checks and Balance
- 2009 : The Invisible Man Mixtape
- 2009 : The Status Report (avec DJ Black Bill Gates)
- 2010 : 2010

### Album collaboratif
- 2006 : Eminem Presents: The Re-Up (avec Shady Records)

### Singles
- Like Dat (sur la bande-son de NBA Live 2006)
- Problems
- Rock da Party (sur Madden 06)
- The Best (sur NBA Live 2005)
- Billion Bucks (titre bonus de Eminem Presents: The Re-Up)
- Get Low (dans La mixtape Eminem Presents : The Re-Up)
- Wanna Fight ? (prévu pour Statlanta et sur la bande-son de Fight Night 2004)
- Like Dat (sur Midnight Club 3: DUB Edition)

### Apparitions
- Walk With Me (Young Buck feat. Stat Quo)
- Spend Some Time (Eminem feat. 50 Cent, Obie Trice & Stat Quo)
- War Drum (feat. Buddy Boi & Nitro)
- Opportunity
- Stay Bout It (feat. Obie Trice)
- You Ain't Know (feat. Bun B)
- Bottom Line (feat. The Game)
- Accross The Coast (The Game feat. Erick Sermon, Stat Quo, Yukmouth & Fatal)
- I'm Sprung (Remix) (T-Pain feat. Stat Quo)
- Be Without You (Remix) (Mary J. Blige feat. Stat Quo)
- Ooh Drama (Kanye West)
- Back On Up (feat. Lil Jon & Nitro)
- The Future (feat. Dr. Dre)
- Call Some Hoes (feat. Chamillionaire & Kanye West)
- Stop The Show (The Alchemist feat. M.O.P. & Stat Quo
- Come See Me (Smoke Of Field Mob)
- Gimme Dat (Tommy Tee feat. Young Zee & Rah Digga)
- Whatcha Call Dat (Tito 6 feat. Stat Quo)
- Happy Juice (Keri Hilson feat. Stat Quo & Snoop Dogg)
- Cry Now (Remix) (Obie Trice feat. Kuniva, Bobby Creekwater, Ca$his & Stat Quo)
- Came Up (Stat Quo feat. 50 Cent & Obie Trice)
- Top Back A Lil' Bit More (T.I. feat. Stat Quo)
- Let Me See Ya (Slim Thug feat. Stat Quo)
- I Ain't Playin (Grafh feat. Stat Quo)
- Summer Love (Remix) (Justin Timberlake feat. Stat Quo)